# Паратмари-Юванькіно
Паратма́ри-Юва́нькіно (рос. Паратмары-Юванькино, марій. Юаньсер) — присілок у складі Гірськомарійського району Марій Ел, Росія. Входить до складу Виловатовського сільського поселення.
Стара назва — Паратмар-Юванькіно.

## Населення
Населення — 104 особи (2010; 124 у 2002).
Національний склад (станом на 2002 рік):
- гірські марійці — 95 %